# سعيد العبد الله
سعيد العبد الله (1923- 2004م)، عالم مقرئ سوري وفقيه مسلم، اشتهر بلقب شيخ قرَّاء حماة.

الشيخ سعيد العبد الله في حماة

## حياته
هو سعيد بن عبد الله المحمد الحسِّي، نسبةً إلى الأحساء من شرق البلاد السعودية من قبيلة بني خالد، وقد غادرها أجدادُه قبل ثلاث مئة عام تقريبًا، واستوطنوا شمال سورية في قرية  تادف قربَ حلب، ثم انتقل قسمٌ منهم واستوطنوا شرق محافظة حماة وهم أسرة الشيخ. 
ولد في قرية الجنان القريبة من مدينة حماة عام 1341 للهجرة (الموافق للعام الميلادي 1923). نشأ في كنف والديه، وكان أصغر الأولاد الخمسة لوالده، وفي عامه السادس كانت محنة فقد البصر، والتي كان يرى أنها منحة وليست محنة، وما ذاك إلا لعظيم إيمانه ومزيد رضاه بقضاء الله وقدره، وسبب ذلك أنه اشتكى رمداً في عينيه، رآه زائر للقرية يتعاطى الطب الشعبي، فصنع علاجاً ووضعه على عينيه، فما أبصر بهما بعد ذلك، وكان له من العمر يومئذٍ: خمس سنواتٍ ونصف.

## حفظ القرآن الكريم
في هذا الوقت كان الشيخ عارف النوشي إماماً وخطيباً ومعلماً للقرآن الكريم في قرية الجنان، فلازمه شيخنا، وبدأ بالحفظ على يديه مبتدئاً من سورة الناس، فلما قارب حفظ نصف القرآن، وبالتحديد إلى سورة مريم، انتقل أبوه والأسرة جميعاً إلى قرية علي كاسون، التي تقع شرقي مدينة حماه على طريق السليمية. وكان الشيخ قد بلغ العاشرة من العمر.
في هذه القرية (علي كاسون) باشر والده بنفسه متابعة تحفيظه النصف الباقي من القرآن الكريم، فأتمه كاملاً، وذلك قبل بلوغه الثانية عشرة من العمر.

## مدرسة دار العلوم الشرعية
عندما أتم الثانية عشرة من عمره، رغب والده في أن يتابع ولده تحصيل العلم الشرعي بعد أن تمكن من حفظ كتاب الله، ليكون من علماء الأمة.
وفي عام 1934 سمع الوالد بأن مدرسة دار العلوم الشرعية بحماة تدرس الطلاب العلوم الشرعية، فأرسله مع أخيه الكبير محمد، ليقوم بتسجيله فيها ويتابع تعلمه على يد أساتذتها. واضطر إلى تعديل تاريخ ميلاده ليصبح 1920 بدلاً من 1923، لأن شرط القبول في المدرسة أن لا يقل عمر الطالب عن خمسة عشر عاماً، وتم قبوله طالباً في دار العلوم الشرعية.

## شيوخه
كان أساتذة المدرسة من خيرة علماء المدينة، ومن كافة الاختصاصات، وتخرَّج على أيديهم العشرات من طلاب العلم، والذين أصبحوا فيما بعد من أهل العلم الذين يشار إليهم بالبنان، وتؤخذ عنهم الفتوى.
درس العلوم في الثانوية الشرعية على الشيخ عبد الستار سلامة تعالى.
ودرس الفقه الشافعي على الشيخ توفيق الشيرازي الصباغ تعالى، والذي أحب شيخنا كثيراً وأنس به، وأولاه كل عنايته لما رأى فيه من إمارات النجابة، وأقرأه متن أبي شجاع في الفقه، والرحبية في الفرائض، وألفية ابن مالك، وجواهر البخاري وغيرها.
ودرس الفقه الحنفي على الشيخ زاكي الدندشي تعالى، وقرأ عليه: متن نور الإيضاح، والقدوري، والأجرومية، وغيرها. كان يحضر دروس الشيخ محمد الحامد تعالى في جامع السلطان، في فقه أبي حنيفة، وفي التفسير والحديث الشريف. درس الصرف على الشيخ عارف قوشجي تعالى. قرأ مختصر المنار في أصول الفقه على الشيخ محمود العثمان تعالى.
ودرس الأدب والبلاغة على الشيخ سعيد زهور تعالى، وحفظ منظومة: الجوهر المكنون في الثلاثة الفنون (المعاني والبيان والبديع)، وكان يزور الشيخ محمد على المراد تعالى في غرفته بالجامع الجديد لتدارس هذه المنظومة. قرأ تفسير النسفي على الشيخ مصطفى علوش تعالى، والذي وصفه بأنه كان عالماً زاهداً متواضعاً.
كانت مدة الدراسة في دار العلوم ثلاثة أعوام، وكان أستاذ هذه المرحلة المقرئ الشيخ نوري أسعد الشحنة، والذي آلت إليه مشيخة دار الحفاظ بعد وفاة الشيخ محمد النوشي تعالى. ولازمه فيه شيخنا، وعنه أخذ القراءات السبع وكان هذا عام 1938 م.
ومن شيوخه من خارج المعهد الشرعي: الشيخ سعيد الجابي تعالى، والذي كان شيخنا محباً له معجباً به، متابعاً لنهجه القويم والشيخ علي العثمان، والذي قرأ عليه عدة كتب منها: كتب في الفقه الحنفي، وتحفة الفقهاء، وتاريخ أيام العرب، وحفظ الكواكبية في الفقه الحنفي.

## زملاؤه في المدرسة الشرعية
من زملائه في المدرسة الشرعية: الشيخ سليم الأحدب، والشيخ إبراهيم المراد، والشيخ عبد الحميد الجابي رحمة الله عليهم أجمعين.

## أساتذة الأمس زملاء اليوم
في عام 1950م تم تعيين الشيخ تعالى مدرساً في مدرسة دار العلوم الشرعية، والتي تخرج منها قبل عشر سنوات
استمر في التدريس في الثانوية الشرعية، وكان معه من المدرسين: الشيخ عبد الله الحلاق مديراً، والفقيه الشافعي الشيخ خالد الشقفة، والفقيه الحنفي الشيخ زاكي الدندشي، والشيخ محمد علي الشقفة، والشيخ أحمد سلطان، والأستاذ صلاح المراد، والأستاذ مصطفى الهبرة، رحمهم الله جميعاً رحمةً واسعة، وأسكنهم فسيح الجنان.

## محفوظاته
من أعظم محفوظاته: القرآن الكريم، بالقراءات العشر، وبالطرق الثلاث: الشاطبية والدرة والطيبة، وهذه قصائد نظمها أصحابها في القراءات ليسهل على الطالب حفظها ومراجعتها والرجوع إليها، وبعضها تجاوز الألف بيت.
وحفظ الشيخ: منظومة السخاوي في متشابه القرآن، وتقع في أكثر من ( 400 ) بيت، والرائية في علم الرسم للإمام الشاطبي، والجزرية والتحفة في التجويد، وناظمة الزهر في علم الفواصل، وألفية السيوطي والبيقونية في علم مصطلح الحديث، كما كان يحفظ كتاب: اللؤلؤ والمرجان فيما اتفق عليه الشيخان، وكان يحفظ المعلقات السبع.
وكان يحفظ من وجوه التفسير في الآيات الكريمة ما يغنيك إذا سمعته منه عن العودة لأي مرجع، ولئن رجعت فلن تجد أي اختلاف بين ما أخبرك به وبين هذه المراجع، وينسحب هذا على جميع كتب علوم القرآن الكريم. وأنعم الله على شيخنا تعالى بأن حفظ من أحاديث رسول الله ﷺ ألوفاً بالضبط والإتقان وتعدد الروايات، ودرجة الحديث وما قال فيه أهل العلم،
وفي الفقه حفظ متن الرحبية في الفرائض، ومتن أبي شجاع في فقه الإمام الشافعي تعالى، والكواكبية في اللغة، والكواكبية في الفقه. وفي اللغة والنحو والصرف حفظ : ألفية بن مالك والأجرومية، ومنظومة الجوهر المكنون في الثلاثة الفنون.
أما محفوظاته من الشعر قديمه وحديثه كان يحفظ الشيء الكثير منه والكثير جداً، كلها حاضرة في ذاكرته، ومتى شاء أسعفته بما يريد، وذلك فضل الله يؤتيه من يشاء.

## التحاقه بالشيخ عبد العزيز عيون السود وقراءته عليه
التحق شيخنا أبو عبد الله بالشيخ عبد العزيز بحمص ليأخذ عنه القراءات الثلاث المتممة للعشر، فلازمه يقرأ عليه كل يومٍ ما يسمح به وقت الشيخ، والذي ازدحم بابه بطلاب العلم الذين يفدون إليه من جميع مدن سورية والدول المجاورة.
ختم الشيخ القراءات الثلاث على الشيخ عبد العزيز وأخذ مثلها من علومه الغزيرة وأخلاقه الحميدة، وسلوكه المستقى من سيرة النبي ﷺ، فلقد كان على جانب عظيم من حسن الخلق، ولين الجانب، يألف ويؤلف، تسطع في وجهه أنوار وبركات القرآن الكريم، ويشع من جبينه الأغر بهاء السنة المطهرة، مجلسه مجلس علم وذكر، وأمرٍ بمعروفٍ ونهيٍ عن منكر.

## العودة إلى حماه
كان لقاء الشيخ أبي عبد الله بالشيخ عبد العزيز في عام 1945م، وبعد أن انتهى من القراءات الثلاث المتممة للقراءات العشر رجع إلى حماه، واستقبله شيخه الشيخ نوري أسعد الشحنة فرحاً به، مستبشراً بما حمله من إجازة بالقراءات الثلاث:

## الشيخُ تلميذٌ والتلميذُ شيخٌ
لم يكن الشيخ نوري قد تلقى عن أشياخه سوى القراءات السبع، والتي أقرأها لشيخنا أبي عبد الله وأجازه بها، لذا كان سروره عظيماً بهذه القراءات الثلاث، والتي طلب من شيخنا أن يجيزه بها بعد أن قرأها عليه، وكان له ذلك، حيث ضرب الشيخ نوري أروع الأمثلة في التواضع وعدم الأنفة من أن يتلقى العلم عن تلميذه، وهذا شرفٌ كبير أيضاً لشيخنا أبي عبد الله أن يأخذ عنه العلم أستاذه ومعلمه، وذلك فضل الله يؤتيه من يشاء.

## في جامع الدنوك
جامع الدنوك من مساجد حماه العديدة، والعامرة بالمصلين، ويقع في حي سوق الشجرة وإلى حي الحوارنة أقرب.
اختص الله هذا المسجد كما اختص غيره من المساجد ببعض الفضائل، حيث أقام فيه الشيخ الحافظ المقرئ المتقن نوري بن أسعد الشحنة، يُقرئ ويلقن ويعلم وينشر علوم القرآن والقراءات، وعنه وفي هذا المسجد المبارك تلقى شيخنا أبو عبد الله القراءات السبع مع كثير من طلاب العلم.

## شيخ القراء والقراءات في حماه
بعد وفاة الشيخ نوري الشحنة (بحدود عام 1950م) تبوأ شيخنا منزلة شيخه، وبايعه علماء حماه شيخاً للقراء بلا منازع، وقد تقدم أنه تعالى جمع إلى جانب علوم القرآن والقراءات إلماماً واسعاً بكافة العلوم الشرعية، مع خلقٍ رفيع، وذوق رائع، وروح سامية جعلته محبباً إلى جميع من عرفوه من أهل العلم وغيرهم.
وبدأ طلاب العلم يتوافدون على جامع الدلوك لأخذ علم التجويد وعلوم القرآن الكريم ممن أتقنه وحذق فيه، وكان لكل طالب عنده ختمة مستقلة، يبدأ الطالب بالقراءة من الفاتحة إلى الناس، والشيخ يستمع له ويصحح له أداءه وأحكامه ومخارج حروفه، فإذا ما آنس منه جودة في القراءة وحسناً في الأداء أجازه بالقراءة والإقراء.
ولم يكن يتقيد بوقت من نهار أو ليل، حيث كان يصلي الفجر إماماً في جامع الدلوك، ثم يأتي غرفته يستقبل الطلاب يسمع لهم ويقرئهم، وينتهي وقت الاستماع عنده مع انتهاء آخر طالب من التلاوة، حتى تلقى عنه جمع غفير، وخلق كثير، وهناك وقت مخصص للنساء، واستمر على هذا الحال حتى نهاية عام 1980 م.

## في مكة المكرمة
وإذا أراد الله أمراً هيأ أسبابه، حيث شاءت حكمة الله أن ينشر علمه أكثر مما انتشر في مدينة حماه وما حولها، فكانت الهجرة الاضطرارية إلى مكة المكرمة في ربيع عام 1981 م، وتعاقدت جامعة أم القرى معه.
وكما كان في مدينة حماة دأب الشيخ في مكة المكرمة على بذل جميع وقته لطلاب العلم وأهل القرآن الكريم، فيبدأ باستقبال القراء من بعد صلاة الفجر إلى أن يحين وقت الذهاب إلى الجامعة، فإذا ما عاد منها استراح قليلاً، فما أن يصلي العصر حتى تبدأ مجموعات الذين يقرؤون عليه بالتوافد، كلٌّ في موعده المحدَّد، وأغلب أوقاته بعد العصر كانت مخصصةً للنساء، واللواتي كنَّ يأتين من مكة المكرمة وجدة.

## علوُّ الهمَّة من الإيمان
في عام 1408 هـ أدخل الشيخ المستشفى لإجراء عملية لاستئصال المرارة، وخرج من المستشفى لقضاء فترة النقاهة في بيته بحي العزيزية، وجاء محبوه وزملاؤه المدرسون بالجامعة وتلامذته يعودونه في بيته، وكان من جملة العُوَّاد رئيس قسم القراءات بالجامعة، فقال له الشيخ: أستأذنك وحتى لا يحرم الطلاب من الفائدة أن يحضروا إلى بيتي خلال فترة النقاهة أثناء إجازتي المرضية، لكي يتابعوا المنهاج الجامعي المقرر عليهم في القرآن والقراءات، أدهش هذا الكلام الحاضرين جميعاً، حتى حال المرض والنقاهة لا يكف الشيخ عن البذل والعطاء ؟ إنه فضل الله يؤتيه من يشاء، لم يكن ينظر إلى عمله نظرة موظف يؤدي الساعات المطلوبة منه، ثم ينصرف، إنها أمانة وإرثٌ نبوي، حملها بصدق وأداها بإخلاص :
وإذا كانت النفوس كباراً تعبت في مرادها الأجسام
وافق رئيس القسم على هذا الطلب، ثم نتج عن ذلك أن أُعفى الشيخ من تجشم صعوبة الذهاب إلى الجامعة ـ إلا في أيام الاختبارات ـ وجعل الطلاب بدلاً من أن يذهبوا للجامعة يأتون منزل الشيخ لمتابعة منهاجهم العلمي.
واستمر الأمر على هذه الحال حتى أُعفي الشيخ من منصبه بسبب تجاوزه السن وذلك في شهر صفر الخير من عام 1418.
وفي بيته أقرأ وأجاز المئات من الطلاب، ومن كل أرجاء المعمورة، بصبر وأناة وتحمل، ولقد تعرفت في بيته على ضيف هو الأخ الحافظ: مصطفى البحياوي (البحياوي بالباء ) جاء من المغرب معتمراً فمكث في مكة خمسة عشر يوماً قرأ فيها على الشيخ ختمةً كاملة على قراءة ابن كثير، كان يقرأ جزءً بعد صلاة الفجر، وآخر بعد العصر حتى ختم وأجيز
وجاء قارئ من الجزائر هو ( الشيخ يخلف الشراطي تعالى ) فقرأ رواية ورش في ثمانية عشر يوماً، وأجيز بها وعاد إلى بلده يُقرئ ويجيز، ومثله كثير.
أسماء بعض المجازين بالعشر وبالثلاث المتممة للعشر:
1 – الشيخ العلامة نوري بن أسعد الشحنة، السوري، أجيز من الشيخ سعيد تعالى بالثلاث المتممة للعشر من طريق الدرة، وهو شيخ الشيخ سعيد في القراءات السبع.
2 – الشيخ حسين خالد عشيش السوري، (العشر من طريقي الشاطبية والدرة).
3 – الشيخ محمد نبهان حسين مصري السوري، (العشر من طريقي الشاطبية والدرة)، أستاذ القراءات بجامعة أم القرى.
4 – الشيخ الدكتور / عبد الله بن حامد السليماني، السعودي، (العشر من طريقي الشاطبية والدرة).
5 – الشيخ أمين إدريس فلاته، السعودي، (العشر من طريقي الشاطبية والدرة)، أستاذ القراءات وعلومها بجامعة أم القرى.
6 – الشيخ فؤاد جابر المصري، (العشر من طريقي الشاطبية والدرة)، أستاذ القرآن الكريم بجمعية تحفيظ القرآن بالطائف.
7 – الشيخ محمد عبدالحكيم بن سعيد العبدالله، (العشر من طريقي الشاطبية والدرة)، متخصص بالقراءات وعلومها.
8 - الشيخ عبدالباري بن سعيد العبدالله، (العشر من طريقي الشاطبية والدرة)، ماجستير بالدراسات الإسلامية.
9 – الشيخ محمد حمود الأزوري، السعودي، (العشر من طريقي الشاطبية والدرة)، أستاذ بقسم القراءات بجامعة أم القرى.
10 – الشيخ إبراهيم بن عبد الرحمن حافظ، (العشر من طريقي الشاطبية والدرة) تعالى.
11 – الشيخ نواف بن سعيد المالكي، (العشر من طريقي الشاطبية والدرة)، (العشر من طريقي الشاطبية والدرة)، أستاذ بجامعة الملك خالد بأبها.
12 – الشيخ محمد بن علي الغامدي، (العشر من طريقي الشاطبية والدرة)مدرس القرآن الكريم بالهيئة الملكية بينبع.
13 – السيد أحمد السيد عبد الرحيم، المصري، (العشر من طريقي الشاطبية والدرة)، مدرس القراءات بجماعة تحفيظ القرآن الكريم ببيشه.
14 – الشيخ وليد محمد جمعه بستاني، (العشر من طريقي الشاطبية والدرة)، أمين المكتبة القطرية بمكة المكرمة وصهر الشيخ.
15. الدكتور محمد على صبحي الهنداوي ( السبعة من طريق الشاطبية ) ولم يكمل الختمة

## منهجه في العلم والعبادة
نشأ الشيخ بين فريقين من العلماء : فريق مقلد لإمامه متقيد بمذهبه، لا يحيد عنه شعرة مهما صحَّ عنده من دليل أو رجح أمامه من برهان.
وفريق آخر أنكروا الاتباع أو التقليد بالكلية، وغضوا من شأن الأئمة الأربعة المجتهدين، والذين سلَّمت لهم الأمة: سلفها وخلفها بالإمامة وأهلية الاجتهاد، وتطاول البعض منهم على هذه الكواكب النيرات، وقالوا قولاً يكشف ضآلة علمهم وضحالة تفكيرهم : هم رجال ونحن رجال، وسمح كل واحد منهم لنفسه أن يحرمها من الاستفادة من علوم الأولين، وزعموا أنهم يأخذون الأدلة من الكتاب والسنة مباشرة، مع أنهم ليس لديهم أهلية الاجتهاد.
أين موقع الشيخ سعيد العبد الله المحمد من هؤلاء وهؤلاء ؟
نشأ محباً للأئمة الأربعة، مقراً بالمذاهب الأربعة محباً لهم ولأتباعهم عالماً بكثير من أصول مذاهبهم، يذكرهم بالاحترام والتوقير، وإن لم يأخذ بجميع أقوالهم، لا ينكر على مجتهد من ذوي الأهلية في الاجتهاد، ولا يعيب على مقلد،
وقد تفقه في بداية طلبه للعلم على مذهب الإمام الشافعي والتزمه، ثم تحول إلى التعمق والتوسع في فقه الإمام أبي حنيفة النعمان، والتزم مذهبه علماً وعبادةً، لكن هذا الالتزام لم يكن يمنعه من الأخذ بما رجح لديه وصحَّ عنده من دليل وإن خالف إمامه، مثال ذلك: قراءته لفاتحة الكتاب خلف الإمام مخالفاً بذلك مذهب الحنفية،
كان صلباً في دينه، إذا اعتقد أمراً أو اقتنع بدليل شرعي، ووجد من يحيد عن هذه الأدلة الصريحة الصحيحة ويخالفها دونما دليل يعتمد عليه لا يقوم لغضبه شيء.

## عبادته
كان لا يدع قيام الليل في سفر أو حضر، وكان يميل إلى طول القيام والقراءة أكثر من ميله إلى عدد الركعات التي يؤديها، وما طلع عليه الفجر وهو نائم طيلة حياته المباركة، باستثناء أيامه الأخيرة أيام المرض والمعاناة.
ولقد كان مواظباً على صلاة الوتر ثلاث عشر ركعة سنين طويلة، وحتى بعد ما تجاوز الثمانين من عمره المبارك. أما السنن الرواتب فكذلك كان شديد المحافظة عليها، لا يدعها لأي ظرف كان.

## مجالسه
كان مجلسه مجلس علم وتعلم، وأمر بمعروف ونهيٍ عن منكر، ووصيةٍ صالحةٍ، ونصيحةٍ خالصةٍ، وكان إذا أهدي إليه كتاب تلمَّسه بيده وتحسَّسه، ثم قال لبعض من حضر : اقرأ علينا قائمة الموضوعات التي يتضمنها هذا الكتاب (الفهارس)، ثم يأمر بالقراءة من أوله ويستمع ويعلق ويناقش، حتى يستفيد أهل مجلسه جميعاً.
وفي مجالسه المباركة تلك كان يلتقي أهل القرآن، وأصحاب القراءات، ولطالما التقينا عنده بكثير من العلماء والدعاة من مشارق الأرض ومغاربها، وسمعنا عن واقع المسلمين في تلك البلاد ما لا يمكن أن نسمعه إلا في مثل هذه المجالس المباركة.
وقلما يقدم قادم من إحدى المدن السورية من أهل العلم إلا ويحرص على زيارته تعالى، أما مدينة حماه فالقادمون منها من أهل العلم والعامة كانوا لا يتركون زيارته أبداً، ويأخذ بالاطلاع على أوضاع البلد السياسية والاقتصادية والاجتماعية، ويسأل ويستفسر عن أوضاع الناس عامة، وعمن يعرفهم خاصة، ويسأل ويتحرى عنهم بأسمائهم فرداً فرداً.

## حياته الاجتماعية
كان اجتماعياً وَصُولاً لإخوانه ومحبيه، يستقبلهم في بيته، ويرد الزيارات لهم مهما بعدت منازلهم، ويكثر من زيارته لشيخه الشيخ عبد العزيز عيون السود بمدينة حمص، ويزور أبناء عمومته في منطقة الحولة (غربي مدينة حمص).
هكذا كان شأنه تعالى: يذهب لوداع من يريد السفر للحج أو غيره من الأسفار، كما يذهب للسلام على من حضر من سفره، يعود المرضى في بيوتهم أو في المستشفيات، يتحفهم بأغلى الهدايا والعطايا.
ولقد تأخر زواجه بعض الشيء حتى حان عام 1965 ميلادي واقترن بأم عبد الله ابنة الشيخ عبد الرزاق مسطو، وأنجبت له ثمانيةً من الأولاد، ثلاثة من الذكور هم: عبد الله، وعبد الحكيم، وعبد الباري، وكلهم قد حفظ القرآن الكريم وأجيز من قبل الوالد: عبد الله بقراءتي: عاصم وابن كثير، عبد الحكيم وعبد الباري: بالقراءات العشر. وخمس بنات: أربع منهن تزوجن في حياته أسأل الله لهن السعادة والهناء جميعاً.

## الجود والسخاء والكرم
كان ينفق جميع ما يأتيه على نفسه وإخوانه (ابتغاء وجه الله ومرضاته)، يتفقد ذوي الحاجة منهم ويقدمهم في النفقة على نفسه، ولطالما اقترض ليساعد محتاجاً أو يواسي مضطراً. وكانت مائدته لا ترفع لكثرة الزوار، هذا في حماه، فلما أقام بمكة المكرمة، لا يكاد يسمع بضيف جاء للعمرة أو الحج إلا ويدعوه ومن معه لبيته، ويجود بما يرهق ويتعب أهله في خدمة الضيوف مع خدمة الإحضار من الفندق والإعادة إليه،
ولا يسمح لزائره بمغادرة بيته إذا اقترب موعد الغداء أو العشاء، حتى يطعم ثم يمضي لشأنه.
فلما أكرمه الله بالإقامة بمكة المكرمة كان بيته – وفي أغلب الأحيان – لا يخلو من ضيف مقيم ممن حضروا للحج أو العمرة، وذلك مع الخدمة الكاملة من المطار إلى المطار، والإيصال للحرم والإحضار منه للبيت.

## تواضعه
كان الشيخ لا يرفع نفسه أبداً، ولا يشعر جليسه أنه فوقه أو أعلم منه، ولشدة تواضعه يريك أنه لا فرق بينه وبين تلامذته، لكن إذا ما تم طرح مسألة علمية من فقه أو حديث أو كانت في علوم القرآن والتفسير والقراءات ظهر فضله وبزغ نجم علومه وإحاطته.
وما كان يسمح لغير أبنائه بتقبيل يده، وإذا ما فعلها أحد منا ينزعج ويقول: لا تعد لهذا أبداً.

## مؤلفاته
ليس للشيخ مؤلفات كثيرة لأن جُلَّ وقته كان يصرفه في الإقراء والتدريس والتعليم، أما أهم كتبه فهي: كتاب القول المنيف في رسم المصحف الشريف، ومنظومة : نشر العطر في بيان المد والقصر، وتقع في أكثر من أربعمائة بيت، ونظم كتاب : صريح النص في الكلمات المختلف فيها عن حفص، للشيخ علي الضباع، ونظم كتاب : تهذيب الألفاظ لابن السكِّيت، وهو كتاب في مترادف اللغة، وله منظومات كثيرة في القراءات واللغة.

## وفاته
كان يشكو من ضعف في عضلة القلب مع ارتفاع بضغط الدم، وصاحب هذا تجمع مائي في البطن، والذي كثيراً ما كان يسبب له انتفاخاً في القدمين والساقين، وبقي على هذه الحال مدة لا بأس بها، يزيد الأمر فيلزم الفراش صابراً محتسباً، فإذا ما آنس من نفسه بعض نشاط عاد لبرنامجه فيما يخصه أو يخص تلامذته والذين يأخذون عنه علوم القرآن والقراءات.
حتى كان يوم الخامس من رجب من عام 1425 ازداد مرضه فتمَّ نقله إلى المستشفى، ومكث فيها ثلاثة أيام في العناية المركزة، ثم توفي. طلب قبل الوفاة بلحظات ماء زمزم فشرب ثم تشهَّد مرتين، ثم أسلم الروح إلى بارئها، بعد ظهر يوم الثلاثاء الثامن من رجب 1425هـ الموافق 24 من آب 2004م، وصلي عليه في المسجد الحرام، وشيعه المئات من تلاميذه ومحبيه، ودفن في مقبرة الشرائع بمكة.

## وصلات خارجية
- الشيخ سعيد العبد الله - شيخ القراء، حاتم الطبشي، موقع رابطة العلماء السوريين
- أبو عبد الله سعيد بن عبد الله المحمد العبد الله، موقع تراجم عبر التاريخ
- الشيخ سعيد العبد الله، أسامة السيد عمر، رابطة أدباء الشام
- لمحات في سيرة شيخ القراء العلامة المقرئ الشيخ سعيد العبد الله، عُمَير الجِنباز، شبكة الألوكة